# Сан Леолино (Арецо)
Сан Леолино је насеље у Италији у округу Арецо, региону Тоскана.
Према процени из 2011. у насељу је живело 91 становника. Насеље се налази на надморској висини од 366 м.